# Huy (Soldatenschreiber)
Huy war Königsschreiber des Herrn der beiden Länder und Schreiber der Soldaten des Herrn der beiden Länder am Ende der 18. Dynastie des Alten Ägypten. Er ist von drei reliefverzierten Blöcken seines Grabes und einer Doppelstatue bekannt. Sein Grab befand sich bei der Teti-Pyramide in Sakkara. Ein Block wurde auf der Expedition von Lepsius gefunden, der ihn 1845 nach Berlin brachte. Er befindet sich heute im Ägyptischen Museum Berlin (Inv. Nr. 2087).  Ein weiterer Block wurde bei Ausgrabungen von James Edward Quibell bei der Teti-Pyramide entdeckt und von ihm veröffentlicht. Er fand auch eine Statue, die Huy und seine Gemahlin Merysachmet zeigt. Ein weiterer Block aus dem Grab befindet sich heute in einem Magazin in Sakkara. Der Fundort ist unbekannt.
Auf den Blöcken seines Grabes befindet sich kein Königsname. Huy kann nur stilistisch datiert werden, wonach er wahrscheinlich am Ende der 18. Dynastie lebte.